# 草乃敌
草乃敌（或称为双苯酰草胺）是一种含氮有机化合物，化学式C
16H
17NO，属于乙酰胺衍生物，对乙醯輔酶A羧化酶有抑制作用，能用作除草剂。